# خديجة بنت خويلد
خَدِيجَةُ بِنتُ خُوَيلِد بن أسد القُرَشِيّة (68 ق.هـ - 3 ق.هـ / 556م - 619م)؛ أم المؤمنين وأولى زوجات الرسول محمد وأم كل أولاده ما عدا ولده إبراهيم، عاشت خديجة مع النبي فترة ما قبل البعثة، وكانت تستشعر نبوة زوجها، فكانت تعتني ببيتها وأولادها، وتسير قوافلها التجارية، وتوفر للنبي مَؤُونته في خلوته عندما كان يَعتَكف ويَتعَبد في غار حراء، وعندما أنزل الله وحيه على النبي كانت خديجة أول من صدّقه فيما حَدّث، وذهبت به إلى ابن عمها ورقة بن نوفل الذي بَشَّره بأنه نبي الأُمّة، فكانت أول من آمن بالنبي من الرجال والنساء، وأول من توضأ وصلّى، وظلت بعد ذلك صابرة مُصابرة مع الرسول في تكذيب قريش وبطشها بالمسلمين، حتى وقع حصار قريش على بني هاشم وبني المطلب في شِعب أبي طالب، فالتحقت بزوجها في الشِعب، وعانت ما عاناه بنو هاشم من جوع ومرض مدة ثلاث سنين، وبعد أن فُك الحصار عن الرسول ومن معه مرضت خديجة، وما لبثت أن توفيت بعد وفاة عم النبي أبي طالب بن عبد المطلب بثلاثة أيام وقيل بأكثر من ذلك، في شهر رمضان قبل هجرة الرسول بثلاث سنين عام 619م وعمرها خمس وستون سنة، وكان مقامها مع الرسول بعدما تزوجها أربعاً وعشرين سنة وستة أشهر، ودفنها الرسول بالحجون (مقبرة المعلاة).
تحظى خديجة بنت خويلد بمكانة كبيرة ومنزلة عظيمة عند الطوائف الإسلامية كافة، فقد روى أبو هريرة: «قال رسول الله: خير نساء العالمين أربع: مريم بنت عمران، وآسية ابنة مزاحم امرأة فرعون، وخديجة بنت خويلد، وفاطمة بنت محمد»، وأتى جبريل  إلى النبي مرة فقال: «يا رسول الله، هذه خديجة قد أتتك معها إناء فيه إدام أو طعام أو شراب، فإذا هي أتتك فاقرأ عليها السلام من ربّها عزّ وجل ومنّي، وبشّرها ببيت في الجنّة من قصب لا صخب فيه ولا نَصَب».

## نسبها

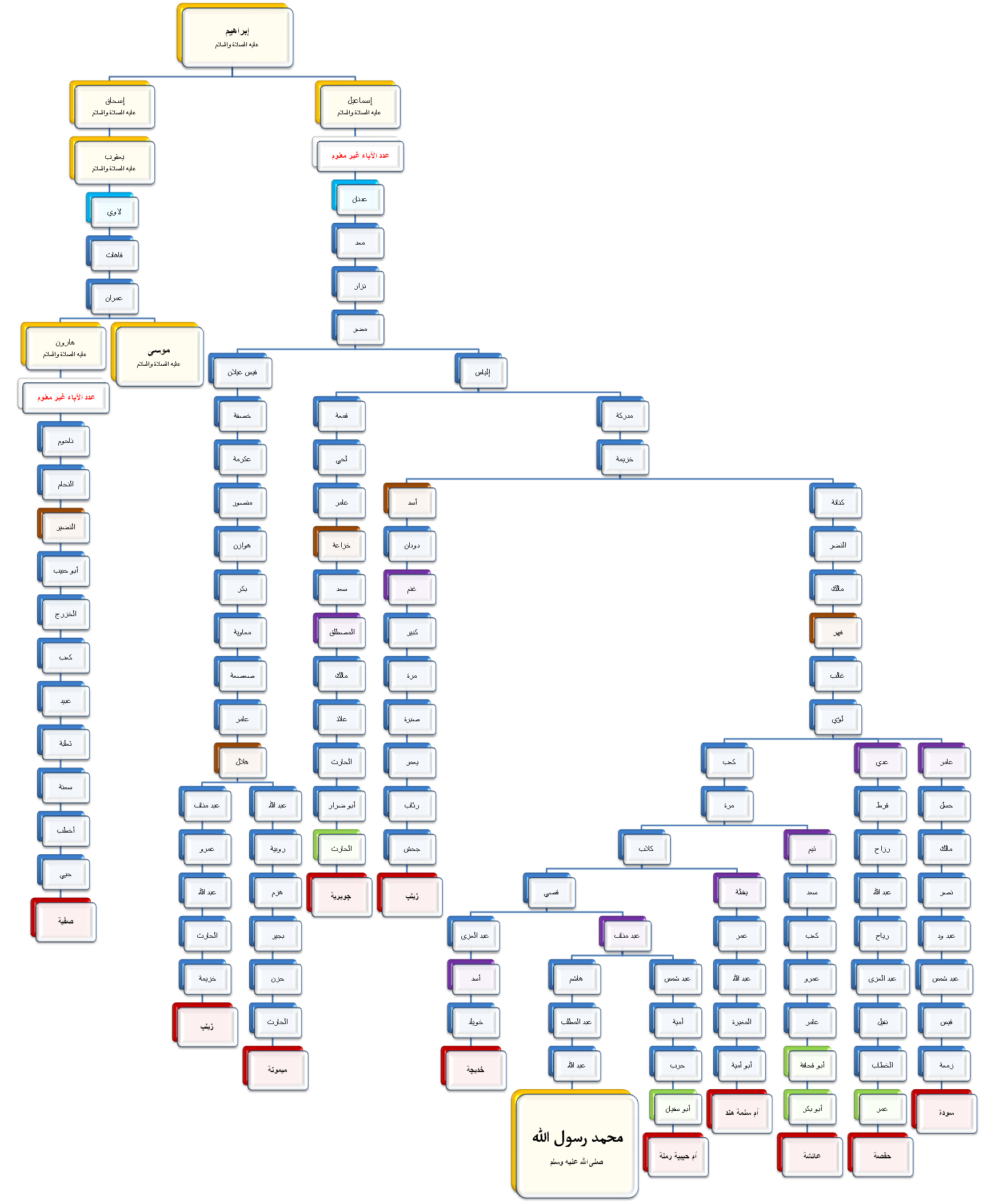
شجرة نسب خديجة والتقاؤه بنسب النبي وباقي أمهات المؤمنين.

- هي: خديجة بنت خويلد بن أسد بن عبد العزى بن قصي بن كلاب بن مرة بن كعب بن لؤي بن غالب بن فهر بن مالك بن النضر وهو قريش بن كنانة بن خزيمة بن مدركة بن إلياس بن مضر بن نزار بن معد بن عدنان، يلتقي نسبها بنسب الرسول في قصي بن كلاب.
- أبوها: خويلد بن أسد، كان سيدًا من سادات قريش، يروى أنه وقف وواجه آخر التبابعة ملوك اليمن، وحال بينه وبين أخذه للحجر الأسود،[6] كما كان ضمن الوفد الذي أرسلته قريش إلى اليمن لتهنئة سيف بن ذي يزن عندما انتصر على الأحباش وطردهم من اليمن بعد عام الفيل بسنتين.[7]
- أُمها: فاطمة بنت زائدة بن الأصم بن رواحة بن حجر بن عبد بن معيص بن عامر بن لؤي بن غالب بن فهر بن مالك بن النضر وهو قريش بن كنانة بن خزيمة بن مدركة بن إلياس بن مضر بن نزار بن معد بن عدنان،[8] وجدتها هالة بنت عبد مناف بن قصي بن كلاب.
- إخوتها وأخواتها: وهم:[9]

1. عدي بن خويلد: وكان خويلد به يكنى، وانقرض ولده.[10]
2. العوام بن خويلد: قتله مرّة بن متعب الثقفي في حرب الفجار.[11]
3. نوفل بن خويلد: كان نوفل شديدًا علي المسلمين، وقتل يوم بدر كافرًا.[12]
4. حزام بن خويلد: وهو والد حَكِيم بن حِزَام، قتل حزام في الفِجَار الآخر.[9][13][14]
5. عمرو بن خويلد: يقال هو الذي زوج خديجة من النبي محمد.[15]
6. هالة بنت خويلد: هي والدة الصحابي أبي العاص بن الربيع.[16][17][18]
7. رقيقة بنت خويلد: وهي والدة أميمة بنت رقيقة.[19]
8. خالدة بنت خويلد: كانت عند علاج بن أبي سلمة بن عبد العزى بن غيرة الثقفي.[20]
9. الطاهرة بنت خويلد: ذكرها ابن حجر العسقلاني في قسم من ذُكِرَ لها صحبة[21] وقال: «الطاهرة بنت خويلد أخت خديجة زوج النبي صلى الله عليه وسلم ذكرها الزبير بن بكار».[22]

- أعمامها وعماتها: أعمامها عمرو بن أسد كان بعد وفاة أبيها يوم حرب الفجار زعيم قومه،[9] ونوفل بن أسد (والد ورقة بن نوفل)، والحارث بن أسد (جد أبو البختري بن هاشم وعمرو بن أمية بن الحارث)، والحويرث بن أسد، والمطلب بن أسد (والد الأسود بن المطلب وأبو حبيش بن المطلب)، وعثمان بن أسد (جد الحويرث بن عباد بن عثمان)، وعمّاتها أم حبيب بنت أسد (والدة برة بنت عبد العزى جدة النبي محمد لأمه)، وأرنب بنت أسد.[23]

## سيرتها قبل الإسلام
ولدت خديجة بنت خويلد في مكة قبل ولادة الرسول محمد بخمسة عشر عامًا، أي على وجه التقريب ولدت في عام 556م، نشأت وترعرعت في بيت حسَبٍ ووجاهة وإيمان وطهارة سلوك، حتى سميت بالطاهرة وعرفت بهذا اللقب قبل الإسلام، وكانت كثيرًا ما تتردد على ابن عمها ورقة بن نوفل تعرض عليه مناماتها، وكل ما يمر بها من إحساس ورؤيا تراها، أو هاجس تحس به.

### زواجها
يوجد اختلاف بين الطوائف الإسلامية حول زواج خديجة، فذهب أهل السنة إلى أن خديجة كانت قد تزوجت قبل زواجها من النبي مرتين فيكون النبي هو الزوج الثالث لها، بينما عارض ذلك الشيعة وذهبوا إلى كون الرسول محمد هو أول زوج لخديجة وأنها زوجته البكر الأولى.

#### عند السنة
ما إن بلغت خديجة سن الزواج حتى أصبحت محط أنظار شباب قريش وأشراف العرب، فقد كانت فتاة راجحة العقل كريمة الأصل ومن أعرق بيوت قريش نسبًا، فتزوجها أبو هالة بن زرارة بن النباش التميمي، وعاشت معه مدة ليست بالطويلة، ورزقت منه بولدين هما: هند وهالة، ثم تُوفي تاركًا لها ثروة ضخمة، ثم تزوجت من بعده بعتيق بن عائذ المخزومي، ثم طلقها وقيل: بل تُوفِّي عنها بعد أن رزقت منه ببنت اسمها هند، قال الإمام الذهبي: «كانت خديجة أولًا تحت أبي هالة بن زُرارة التميمي، ثم خلف عليها بعده عتيق بن عابد بن عبد الله ابن عمر بن مخزوم، ثم بعده النبي، فبنى بها وله خمس وعشرون سنة، وكانت أسنّ منه بخمس عشرة سنة»، وقال البلاذري: «وكانت خديجة قبل رسول الله عند أبي هالة هند بن النباش بن زُرارة الأسيدي من تميم، فولدت له هند بن أبي هالة سمي باسم أبيه، ثم خلف عليها بعده عتيق بن عابد بن عبد الله بن عمر بن مخزوم، فطلقها فتزوّجها النبي، وكانت مسماة لورقة بن نوفل، فآثر الله عز وجل بها نبيه».

#### عند الشيعة
يعتقد الشيعة "أنّ «هالة» أُخت أمّ المؤمنين خديجة، كانت قد تزوّجت من رجلٌ مخزوميّ فوَلَدت منه بنتاً اسمتها «هالة» على اسمها، ثمّ لمّا تُوفّي المخزوميّ خلَفَ عليها رجلٌ تميميّ يُقال له أبو هند، فأولدها ولداً اسمه «هند»، ولمّا مات التميميُّ، لَحِق «هند» ابن أبي هند بقومه من أبيه، فيما بقيت هالة ابنة التميميّ عند أمها هالة، ولمّا ماتت هالة أخت أم المؤمنين، كفلت خديجةُ ابنة اختها وضمتها إليها بعد أن تزوّجت بالنبيّ، فكبرت البنت في حِجْر خديجة يَرعاها رسولُ الله، فأصبحت ربيبته. وهناك قلة من بعض الباحثين الشيعة خلاف جماهير الشيعة وعموم شيوخ الإمامية يعتقدون أن «زينب ورقية» هما الأخريين ليستا من وِلد رسول الله ولا خديجة، بل وِلِدتا لهذا التميميّ من امرأةٍ أخرى غير هالة، فلمّا ماتت زوجة التميميّ ومات هو وماتت هالة أخت خديجة، كفلتهما خديجة ضمن كفالتها لهالة ابنة اختها، بذلك تُصبح البنات الثلاث من ربائب رسول الله، وهذا قول شاذ عند الشيعة، ومُصنّف ضمن المرويات غير المسندة والضعيفة عندهم.

### تجارتها
كانت خديجة ترسل الرجال في تجارتها إلى الشام واليمن، وكانت دائمَة التدقيق والتمحيص فيمن تختاره حتى تضمن سلامة أموالها وعظيم ربحها، فلما بلغها عن محمد ما بلغها من صدق حديثه وعظم أمانته وكرم أخلاقه، تذكرت عندما كانت تجلس مع نساء أهل مكة يوم اجتمعن في عيد لهنَّ في الجاهلية، فتمثل لهن رجل فلما قرب نادى بأعلى صوته: يا نساء تيماء إنه سيكون في بلدكن نبي يقال له أحمد يبعث برسالة الله فأيما امرأة استطاعت أن تكون زوجًا له فلتفعل، فحصبته النساء وقبحنه وأغلظن له وأغضت خديجة على قوله ولم تعرض له فيما عرض له النساء، فبعثت إليه فعرضت عليه أن يخرج في مالها تاجرًا إلى الشام، وقيل بل إن أبا طالب بن عبد المطلب عم الرسول هو من أشار إليه بالعمل في تجارة خديجة وقال له: «أنا رجل لا مال لي، وقد اشتد الزمان علينا، وهذه عير قومك قد حضر خروجها إلى الشام، وخديجة بنت خويلد تبعث رجالا من قومك في عيراتها، فلو جئتها فعرضت نفسك عليها لأسرعت إليك». وبلغ خديجة ما كان من محاورة الرسول وعمه، فأرسلت إليه في ذلك، وقالت: أنا أعطيك ضعف ما أعطي رجلا من قومك، فقال أبو طالب: هذا رزق قد ساقه الله إليك، فخرج مع غلام خديجة ميسرة، وأوصته أن يقوم على خدمته وألا يخالف له أمرًا وأن يرصد لها أحواله، وجعل عمومة الرسول يوصون به أهل العير، فلما قدما بصرى من الشام، نزلا في ظل شجرة، فقال نسطور الراهب: ما نزل تحت هذه الشجرة قط إلا نبي، ثم قال لميسرة: أفي عينيه حمرة قال ميسرة: نعم لا تفارقه، قال: هو نبي، وهو آخر الأنبياء، ثم باع سلعته، فوقع بينه وبين رجل تلاح، فقال رجل احلف باللات والعزى، فقال الرسول: ما أحلف بهما قط وإني لامرؤ، فأعرض عنهما، فقال الرجل: القول قولك، ثم قال لميسرة: هذا والله نبي تجده أحبارنا منعوتًا في كتبهم، وكان ميسرة إذا كانت الهاجرة واشتد الحر يرى ملكين يظلان الرسول من الشمس، فوعى ذلك كله ميسرة، وكان الله قد ألقى عليه المحبة من ميسرة، فكان كأنه عبد له، وباعوا تجارتهم وربحوا ضعف ما كانوا يربحون، فلما رجعوا كانوا بمر الظهران وقال ميسرة: يا محمد انطلق إلى خديجة، فأخبرها بما صنع الله لها على وجهك فإنها تعرف لك ذلك، فتقدم محمد حتى دخل مكة في ساعة الظهيرة، وخديجة في عليةٍ لها فرأته وهو على بعيره، ودخل عليها فأخبرها بما ربحوا في تجارتهم، فسرت بذلك، فلما دخل عليها ميسرة أخبرها بما قال الراهب نسطور، وبما قال الآخر الذي خالفه في البيع، وكانت قد ربحت ضعف ما كانت تربح، وأضعفت لمحمد ضعف ما سمت له.

### زواجها بالرسول
أخذت خديجة تفكر في أمر محمد بعدما سمعته من غلامها ميسرة، وبعدما رأت من أمانته وصدقه، فأفضت بسرها لصديقتها نفيسة أخت الصحابي يعلى بن أمية وقالت: «يا نفيسة إني أرى في محمد بن عبد الله ما لا أراه في غيره من الرجال، فهو الصادق الأمين وهو الشريف الحسيب وهو الشهم الكريم، وهو إلى ذلك له نبأ عجيب وشأن غريب، وقد سمعت ما قاله غلامي ميسرة عنه، ورأيت ما كان يظلله حين قدم علينا من سفره، وما تحدث به الرهبان عنه، وإن فؤادي ليكاد يجزم أنه نبي هذه الأمة»، فقالت نفيسة لخديجة: تأذنين وأنا أدبر الأمر، قالت نفيسة: فأرسلتني خديجة إليه دسيساً أعرض عليه نكاحها فقبل، وقيل بعثت خديجة إلى الرسول فقالت له: يا ابن عم، إني قد رغبت فيك لقرابتك ووسطتك في قومك وأمانتك وحسن خلقك وصدق حديثك، ثم عرضت عليه نفسها.
بعد أن رضي محمد بالزواج من خديجة كلّم أعمامه أبو طالب والعباس وحمزة فذهبوا إلى عم خديجة وخطبوها إليه وقال أبو طالب خطيبًا: «الحمد لله الذي جعلنا من ذرية إبراهيم، وزرع إسماعيل، وضئضىء معدّ، وعنصر مضر، وجعلنا حَضَنَةَ بيته، وسوّاس حرمه، وجعل لنا بيتًا محجوجًا، وحرمًا آمنًا، وجعلنا حكام الناس، إن ابن أخي هذا محمد بن عبد الله لا يوزن به رجل من قريش شرفاً ونبلاً وفضلاً إلا رجح به، وهو إن كان في قل فإن المال ظل زائل، وأمر حائل، وعارية مسترجعة، اليوم معك وغداً يكون مع فلان وفلان، وهذا يكون غنياً ثم فقيراً، والفقير يصبح غنياً والدول هكذا... وبعد هذا هو والله له نبأ عظيم وخطب جليل جسيم، وله في خديجة بنت خويلد رغبة، ولها فيه مثل ذلك، وما أحببتم من الصداق فعلي»، ثم رد عليه ورقة بن نوفل وقال: «الحمد لله الذي جعلنا كما ذكرت وفضلنا على ما عددت فنحن سادة العرب وقادتها وأنتم أهل ذلك كله لا تنكر العشيرة فضلكم ولا يرد أحد من الناس فخركم وشرفكم؛ وقد رغبنا في الاتصال بحبلكم وشرفكم فاشهدوا عليّ معاشر قريش بأني قد زوجت خديجة بنت خويلد من محمد بن عبد الله على كذا» ثم سكت، فقال أبو طالب: قد أحببت أن يشركك عمها، فقال عمها عمرو بن أسد: «اشهدوا عليّ يا معشر قريش أني قد أنكحت محمد بن عبد الله خديجة بنت خويلد»، وعلى إثر ذلك تم الزواج، وأولم عليها محمد فنحر جزورا وقيل جزورين وأطعم الناس، حضر العقد بنو هاشم ورؤساء مضر، وذلك بعد رجوع محمد من الشام بشهرين، وأصدقها عشرين بَكْرة، وكان سنها إذ ذاك أربعين سنة، وكانت يومئذ أفضل نساء قومها نسبًا وثروة وعقلًا، وهي أول امرأة تزوجها الرسول، ولم يتزوج عليها غيرها حتى ماتت، روى ابن سعد في الطبقات عن الواقدي: «وتزوجها رسول الله وهو ابن خمس وعشرين سنة، وخديجة يومئذ بنت أربعين سنة». وفي هذا الزواج نزلت آية: ﴿وَوَجَدَكَ عَائِلًا فَأَغْنَى ۝٨﴾ [الضحى:8] أي فقيرا لا مال لك، فأغناك بخديجة.
عاشت خديجة مع الرسول خمسة عشر عامًا قبل بعثته، أحاطته بكل رعاية وعناية واهتمام، وكانت هذه السنوات هي السنوات التي شغلت فيها خديجة بإنجاب أولادها باستثناء عبد الله الذي ولد بعد البعثة، فقد رزقت بأولادها زينب ورقية وأم كلثوم، والقاسم الذي كان يكنى به الرسول، وفاطمة الزهراء، ثم عبد الله الذي عرف بالطيب الطاهر، كانت خديجة مشتغلة بتربية أولادها، ثم شاء الله أن يتوفى القاسم، وفي هذه الفترة طلب الرسول من عمه أبو طالب وقد لاحظ كثرة الأولاد عنده أن يعطيه عليًا ليربيه، أراد التخفيف عليه، وقامت خديجة برعايته أتم رعاية، وعندما مات العوام بن خويلد خلّف ورائه الزبير وهو ابن سنتين، فقررت خديجة أن تكفله وترعاه، فنشأ الزبير بين بيت عمّته خديجة وبين بيت أمه صفية بنت عبد المطلب عمّة الرسول، ثم لما قدم حكيم بن حزام بن خويلد من الشام برقيق فيهم زيد بن حارثة وصيف، دخلت عليه عمته خديجة، وهي يومئذ عند رسول الله، فقال لها: اختاري يا عمة أي هؤلاء الغلمان شئت فهو لك، فاختارت زيداً فأخذته، فرآه رسول الله عندها، فاستوهبه منها، فوهبته له، فاعتقه رسول الله وتبناه، وذلك قبل أن يوحى إليه، فكان بمثابة الابن من خديجة، ورعته خير رعاية، وكانت لهذه التربية الصالحة الأثر العظيم في اتباع هؤلاء الأشخاص لنور الإسلام، فـ«علي» أول من أسلم من الصبيان، و«الزبير» من أوائل من دخل في الإسلام. وزيد بن حارثة ثاني من أسلم من الرجال بعد علي.
كان الرسول محمد يواصل مسيرته بالاختلاء بنفسه، وبتعبده في غار حراء بعيدًا عن الناس، وكانت خديجة مشغولة بالأسرة وتوفير ما يلزمها، في الوقت الذي كانت تشتغل فيه بتجارتها التي تنفق منها على الأسرة، ومع ذلك كانت تذهب إليه في غار حراء لتوفر له الأكل والشرب، قال ابن حجر العسقلاني: «كانت حريصة على رضاه بكل ممكن، ولم يصدر منها ما يغضبه قط كما وقع لغيرها»، روى الفاكهاني عن أنس بن مالك قال: «أن النبي ﷺ كان عند أبي طالب، فاستأذنه أن يتوجه إلى خديجة فأذن له، وبعث بعده جارية له يقال لها نبعة فقال لها: انظري ما تقول له خديجة، قالت نبعة: فرأيت عجبًا، ما هو إلا أن سمعت به خديجة فخرجت إلى الباب فأخذت بيده فضمتها إلى صدرها ونحرها ثم قالت: بأبي وأمي، والله ما أفعل هذا لشيء، ولكني أرجو أن تكون أنت النبي الذي ستبعث، فإن تكن هو فاعرف حقي ومنزلتي وادع الإله الذي يبعثك لي، قالت: فقال لها: والله لئن كنت أنا هو قد اصطنعت عندي ما لا أضيعه أبدًا، وإن يكن غيري فإن الإله الذي تصنعين هذا لأجله لا يضيعك أبدًا».

### الوحي
عندما حُبب إلى الرسول الخلوة، صار يتجه لغار حراء يعتكف متأملًا ويتعبد متبتلًا، وكان موقف خديجة موقف المعين الداعم، فكانت تعد له ما يحتاجه في خلوته من طعام وشراب ومهاد، تُجهزه قبل خروجه، وتحمل إليه إن طالت غيبته ما يكفيه من مؤونة، وفي بعض الأحيان تصحبه في خلوته، تخدمه وتؤنسه وتسقيه وتطعمه، ولما أصبح في عقده الرابع بدأت تظهر له المبشرات، يسمعها أو يراها، يقظةً أو منامنًا، مثل سماعه نداء يأمره بستر عورته حين كان يحمل الحجارة من أجياد لبناء الكعبة، ومثل تسليم الحجر والشجر عليه، ومن ذلك ما رواه عمرو بن شرحبيل أن الرسول قال لخديجة: «إني إذا خلوت وحدي سمعت نداء وقد والله خشيت أن يكون هذا أمرًا، فقالت : معاذ الله ما كان الله ليفعل بك، فوالله إنك لتؤدي الأمانة، وتصل الرحم، وتصدق الحديث»، وعن عبد الله بن أبي بكر بن عمرو بن حزم قال: «كان من بدء أمر رسول الله أنه رأى في المنام فشق ذلك عليه، فذكر ذلك لصاحبته خديجة بنت خويلد فقالت: أبشر فإن الله لا يصنع بك إلا خيرً»، وكان الرسول كلما رأى رؤيا قصها على خديجة، فقد روى محمد بن يوسف الصالحي الشامي: «رأى رسول الله مرةً في منامه أن سقف بيته نزعت منه خشبة، وأدخل فيه سلمٌ من فضَّة، ثم نزل إليه رجلان، فأراد أن يستغيث فمُنع من الكلام، فقعد أحدهما إليه والآخر إلى جنبه، فأدخل أحدهما يده في جنبه فنزع ضلعين منه، فأدخل يده في جوفه، ورسول الله يجد بردهما، فأخرج قلبه فوضعه على كفه، فقال لصاحبه: نعم القلب قلب رجلٍ صالح، فطهر قلبه وغسله، ثم أدخل القلب مكانه، وردَّ الضلعين ثم ارتفعا، ورفع سلّمها، فإذا السقف كما هو، فذكر ذلك لخديجة فقالت له: أبشر فإن الله لا يصنع بك إلا خيرًا، هذا خير فأبشر».
روى البخاري في صحيحه عن عائشة أم المؤمنين أنها قالت: «أول ما بدئ به رسول الله من الوحي الرؤيا الصادقة في النوم، فكان لا يرى رؤيا إلا جاءت مثل فلق الصبح ثمّ حُبب إليه الخلاء، وكان يخلو بغار حراء فيتحنث فيه، وهو التعبد الليالي ذوات العدد قبل أن ينزع إلى أهله ويتزود لذلك ثم يرجع إلى خديجة فيتزود لمثلها حتى جاءه الحق وهو في غار حراء فجاءه الملك فقال: اقرأ، قال: ما أنا بقارئ، قال: فأخذني فغطني حتى بلغ مني الجهد ثم أرسلني فقال: اقرأ، قلت: ما أنا بقارئ، فأخذني فغطني الثانية حتى بلغ مني الجهد ثم أرسلني فقال: اقرأ، فقلت: ما أنا بقارئ، فأخذني فغطني الثالثة ثم أرسلني فقال: ﴿اقْرَأْ بِاسْمِ رَبِّكَ الَّذِي خَلَقَ ۝١ خَلَقَ الْإِنْسَانَ مِنْ عَلَقٍ ۝٢ اقْرَأْ وَرَبُّكَ الْأَكْرَمُ ۝٣ الَّذِي عَلَّمَ بِالْقَلَمِ ۝٤ عَلَّمَ الْإِنْسَانَ مَا لَمْ يَعْلَمْ ۝٥﴾ [العلق:1–5] فرجع بها رسول الله يرجف فؤاده فدخل على  خديجة بنت خويلد فقال: زملوني، زملوني، فزملوه حتى ذهب عنه الروع، فقال لخديجة وأخبرها الخبر: لقد خشيت على نفسي، فقالت خديجة: كلا والله ما يخزيك الله أبدًا، إنك لتصل الرحم وتحمل الكَل وتكسب المعدوم وتُقري الضيف وتُعين على نوائب الحق، فانطلقت به خديجة حتى أتت به ورقة بن نوفل بن أسد بن عبد العزى ابن عم خديجة، وكان امرءاً قد تنصر في الجاهلية وكان يكتب الكتاب العبراني، فيكتب من الإنجيل بالعبرانية ما شاء الله أن يكتب، وكان شيخًا كبيراً قد عمى، فقالت له خديجة: يا ابن عم، اسمع من ابن أخيك، فقال له ورقة: يا ابن أخي، ماذا ترى؟ فأخبره رسول الله ما رأى، فقال له ورقة: هذا الناموس الذي نزَّل الله على موسى، يا ليتني فيها جذعًا، ليتني أكون حيًا إذ يخرجك قومك، فقال رسول الله: أو مُخرِجِيَّ هم؟ قال: نعم، لم يأت رجل قط بمثل ما جئت به إلا عُودي، وإن يدركني يومك أنصرك نصرًا مؤزرًا، ثمّ لم ينشب ورقة أن توفي و فتر الوحي.»

## سيرتها بعد الإسلام

### أول مؤمنة بالإسلام
واكبت خديجة نزول الوحي قرآنًا وتكليفًا، فحين عَلَّم جبريل النبي الوضوء والصلاة قبل فرضها خمس صلوات، صلت مع النبي في نفس يوم تعليم جبريل له، وقد رُوي «أن جبريل ظهر للنبي أول ما أوحي إليه في أحسن صورة وأطيب رائحة وهو بأعلى مكة فقال: يامحمد، إن الله يُقرئك السلام، ويقول لك: أنت رسولي إلى الجن والإنس فادعهم إلى قول لا إله إلا الله وأن محمدًا رسول الله، ثم ضرب الأرض برجله فانبعثت عين ماء، فتوضأ منها جبريل عليه السلام ورسول الله ينظر إليه، ليريه كيفية الطهور للصلاة، ثم أمره أن يتوضأ كما رآه يتوضأ، ثم قام جبريل يصلي مستقبلًا الكعبة، ثم أمره أن يصلي معه فصلى ركعتين، ثم عُرج به إلى السماء ورجع ﷺ إلى أهله، فكان لا يمر بحجر إلا قال: السلام عليك يارسول الله، فسار حتى أتى خديجة فأخبرها، فغشي عليها من الفرح، ثم أخذ بيدها حتى أتى بها زمزم، فتوضأ حتى يريها الوضوء، ثم أمرها فتوضأت، وصلى بها كما صلى به جبريل عليه السلام».
وبهذا كانت خديجة أول من آمن، وأول من ثبت، وأول من توضأ وأول من صلى، قال شهاب الدين القسطلاني «كان أول من آمن بالله وصدق صديقة النساء خديجة، فقامت بأعباء الصديقية، قال لها عليه السلام: خشيت على نفسي، فقالت له: أبشر فوالله لا يخزيك الله أبدًا، ثم استدلت بما فيه من الصفات والأخلاق والشيم على أن من كان كذلك لا يخزى أبدًا»، وعن الزهري قال: «كانت خديجة أول من آمنت بالرسول من النساء والرجال»، وعن أبي رافع قال: «نُبيء رسول الله يوم الاثنين، وصلت خديجة آخر يوم الاثنين»، وقال ابن إسحاق: «كانت خديجة بنت خويلد أول من آمن بالله ورسوله وصدق بمحمد فيما جاء به، ووازرته في أمرة»، واتفق العلماء على أن خديجة أول من آمنت، قال ابن عبد البر: «هي أول من آمن بالله عز وجل وبرسوله، وهذا قول قتادة والزهري وعبد الله بن محمد بن عقيل وابن إسحاق وجماعة، قالوا: خديجة أول من آمن بالله عز وجل من الرجال والنساء، ولم يستثنوا أحدًا».
رَوى أحمد بن حنبل في مسنده عن إسماعيل بن إياس بن عفيف الكندي عن أبيه عن جده قال: «كنت امرأً تاجرًا، فقدمت الحج، فأتيت العباس بن عبد المطلب لأبتاع منه بعض التجارة، وكان امرأً تاجرًا، فوالله إنني لعنده بمنى إذ خرج رجل من خباء قريب منه، فنظر إلى الشمس، فلما رآها مالت يعني قام يصلي، قال: ثم خرجت امرأة من ذلك الخباء الذي خرج منه ذلك الرجل، فقامت خلفه تصلي، ثم خرج غلام حين راهق الحلم من ذلك الخباء، فقام معه يصلي، قال: فقلت للعباس: من هذا يا عباس، قال: هذا محمد بن عبد الله بن عبد المطلب ابن أخي، قال: فقلت: من هذه المرأة ، قال: هذه امرأته خديجة ابنة خويلد، قال قلت: من هذا الفتى، قال: هذا علي بن أبي طالب ابن عمه، قال فقلت: فما هذا الذي يصنع، قال: يصلي، وهو يزعم أنه نبي، ولم يتبعه على أمره إلا امرأته وابن عمه هذا الفتى، وهو يزعم أنه سيفتح عليه كنوز كسرى وقيصر، قال: فكان عفيف وهو ابن عم الأشعث بن قيس يقول: وأسلم بعد ذلك فحسن إسلامه، لو كان الله رزقني الإسلام يومئذ، فأكون ثالثا مع علي بن أبي طالب».

### مؤَازَرَتها ومُصَابرتها
انتقلت خديجة من دورها السابق الذي قامت به في تثبيت النبي وتبشيره، إلى دور جديد في مؤازرته ومعاونته في تبليغ الدعوة، ومواجهة المشركين وإعراضهم وعدوانهم، عن عبد الله بن عباس قال: «كانت خديجة بنت خويلد أول من آمن بالله ورسوله، وصدق محمد رسول الله فيما جاء به عن ربه وآزره على أمره، فكان لا يسمع من المشركين شيئًا يكرهه من ردٍ عليه وتكذيبٍ له، إلا فرَّج الله عنه بها، تثبته وتصدقه وتخفف عنه، وتهوّن عليه ما يلقى من قومه»، وكانت خديجة قد أُذيت بابنتيها رقية وأم كلثوم عندما آذت قريش الرسول بهما، وكان الرسول قد زوج رقية بعتبة بن أبي لهب وأم كلثوم بعتيبة بن أبي لهب، ولما أراد المشركون أن يؤذوا الرسول طلبوا من عتبه وعتيبة أن يطلقا بنتي الرسول فطلقاهما، وفي رواية أن الرسول زوج عتبة بن أبي لهب برقية، فمشى إليه بعض المشركين فقالوا له: طلق بنت محمد وننكحك أي امرأة من قريش شئت، فقال: إن زوجتموني بنت أبان بن سعيد بن العاص أو بنت سعيد بن العاص فارقتها، فزوجوه بنت سعيد بن العاص وفارقها، وقد حزنت خديجة وتألمت بسبب طلاق ابنتيها، ثم حزنت مرةً أخرى عندما فارقتها ابنتها رقيه لما سافرت مع زوجها عثمان بن عفان إلى الحبشة، وكانا أول مهاجرين خرجا إلى الحبشة، عن أنس بن مالك قال: «خرج عثمان رضي الله عنه مهاجرًا إلى أرض الحبشة ومعه رقية بنت رسول الله، فاحتبس على النبي خبرهم، وكان يخرج يتوكف عنهم الخبر، فجاءته امرأة فأخبرته، فقال النبي: إن عثمان أول من هاجر إلى الله بأهله بعد لوط».

### حصار شِعب بني هاشم
اجتمعت قريش في خيف بني كنانة، بعد أن اشتدت حيرتها، وقلَّت حيلتها، وفشلت كل محاولاتها في القضاء على النبي والتخلص منه ومن دعوته حيث كان بنو هاشم وبنو المطلب يحمونه، وقرروا قطع كل الصلات بينهم وبين من يدافع عن النبي، وتحالفوا على وثيقة ملزمة لكافة قريش بأن يحاصروا النبي وكل من دافع عنه، وكتبت بذلك صحيفة علقتها في جوف الكعبة، وكانت بنود المعاهدة تنص على: ألا يناكحوهم ولا ينكحوا إليهم، وألا يبايعوهم، ولا يبتاعوا منهم، ولا يؤوهم، ولا يكلموهم، ولا يجالسوهم، حتى يسلموا إليهم رسول الله للقتل، وكتبوا في الصحيفة (ألا يقبلوا من بني هاشم صلحًا أبدًا، ولا تأخذهم بهم رأفة حتى يسلموا النبي للقتل)، كان الهدف من المعاهدة محاصرة المؤمنيين ومؤيديهم والضغط عليهم حتى يلبوا شروطهم، فنصت الوثيقة على مقاطعة بني هاشم اجتماعيًا، فلا يُحدِثون تزويجًا إليهم، واقتصاديًا بألا يبيعوا لهم أو يبتاعوا منهم.
عندما فُرض الحصار على بني هاشم، قررت خديجة أن تترك قبيلتها بني أسد أهل القوة والمنعة، وتلتحق بزوجها النبي محمد ومن معه من بني هاشم لتعاني ما يعانونه من جوع وضعف ومأساه، روى ابن هشام في سيرته بعض ما عانته وقال: «وقد كان أبو جهل ابن هشام -فيما يذكرون- لقي حكيم بن حزام بن خويلد بن أسد، معه غلام يحمل قمحاً يريد به عمته خديجة بنت خويلد، وهي عند رسول الله، ومعه في الشِعب، فتعلق به وقال : أتذهب بالطعام إلى بنى هاشم؟ والله لا تبرح أنت وطعامك حتى أفضحك بمكة، فجاءه أبو البختري بن هاشم بن الحارث بن أسد فقال: مالك وله؟ فقال : يحمل الطعام إلى بني هاشم، فقال له أبو البختري: طعام كان لعمته عنده بعثت إليه فيه أفتمنعه أن يأتيها بطعامها، خل سبيل الرجل، فأبى أبو جهل حتى نال أحدهما من صاحبه، فأخذ له أبو البختري لحى بعير فضربه به فشجه، ووطئه وطأً شديداً، وحمزة بن عبد المطلب قريب يرى ذلك، وهم يكرهون أن يبلغ ذلك رسول الله وأصحابه، فيشمتوا بهم، ورسول الله على ذلك يدعو قومه ليلاً ونهاراً وسراً وجهاراً، مبادياً بأمر الله لا يتقى فيه أحداً من الناس».
وقد بلغ الجهد بالمحاصرين حتى كان يُسمع أصوات النساء والصبيان يصرخون من شدة ألم الجوع، وحتى اضطروا إلى التقوت بأوراق الشجر، بل وإلى أكل الجلود، وقد ظلت هذه الأزمة والمأساة البشرية طيلة ثلاثة أعوامٍ كاملة، قال عبد الله بن عباس وهو ممن ولد في الشِعب: «حُصرنا في الشعب ثلاث سنين، وقطعوا عنّا الميرة، حتى إن الرجل ليخرج بالنفقة فما يُبايع حتى يرجع، حتى هلك من هلك»،  كان حصار أهل مكة وقريش للنبي ومن معه من بني هاشم وبني المطلب في بداية شهر محرم سنة سبع من البعثة النبوية واستمر نحو ثلاث سنين، حتى سنة عشر من بعثة الرسول، عندما تعاقد نفر من عقلاء قريش على نقض الصحيفة وسعوا في ذلك حتى حصل لهم ما أرادوا، وهؤلاء النفر هم: هشام بن عمرو من بني عامر بن لؤي، وزهير بن أبي أمية المخزومي، وأبو البختري بن هشام، وزمعة بن الأسود، والمطعم بن عدي، قال ابن القيم «فلما رأت قريش أمر الرسول يعلو والأمور تتزايد، أجمعوا على أن يتعاقدوا على بني هاشم وبني المطلب وبني عبد مناف، أن لا يبايعوهم ولا يناكحوهم ولا يكلموهم ولا يجالسوهم حتى يسلموا إليهم رسول الله، وكتبوا بذلك صحيفة وعلقوها في سقف الكعبة يقال كتبها منصور بن عكرمة بن عامر بن هاشم، ويقال النضر بن الحارث، والصحيح أنه بغيض بن عامر بن هاشم، فدعا عليه الرسول فشلت يده، فانحاز بنو هاشم وبنو المطلب مؤمنهم وكافرهم إلا أبا لهب، فإنه ظاهر قريشًا على رسول الله وبني هاشم وبني المطلب، وحُبس الرسول ومن معه في شِعب أبي طالب ليلة هلال المحرم سنة سبع من البعثة، وعلقت الصحيفة في جوف الكعبة، وبقوا محبوسين ومحصورين مضيقا عليهم جدا مقطوعا عنهم الميرة والمادة نحو ثلاث سنين، حتى بلغهم الجهد وسمع أصوات صبيانهم بالبكاء من وراء الشعب، وكانت قريش في ذلك بين راض وكاره، فسعى في نقض الصحيفة من كان كارها لها، وكان القائم بذلك هشام بن عمرو بن الحارث بن حبيب بن نصر بن مالك، مشى في ذلك إلى المطعم بن عدي وجماعة من قريش فأجابوه إلى ذلك، ثم أطلع الله رسوله على أمر صحيفتهم، وأنه أرسل عليها الأرضة فأكلت جميع ما فيها من جور وقطيعة وظلم إلا ذكر الله عز وجل، فأخبر بذلك عمه، فخرج إلى قريش فأخبرهم أن ابن أخيه قد قال كذا وكذا، فإن كان كاذبا خلينا بينكم وبينه، وإن كان صادقا رجعتم عن قطيعتنا وظلمنا، قالوا: قد أنصفت ، فأنزلوا الصحيفة فلما رأوا الأمر كما أخبر به رسول الله ازدادوا كفرا إلى كفرهم، وخرج رسول الله ومن معه من الشعب».

### وفاتها

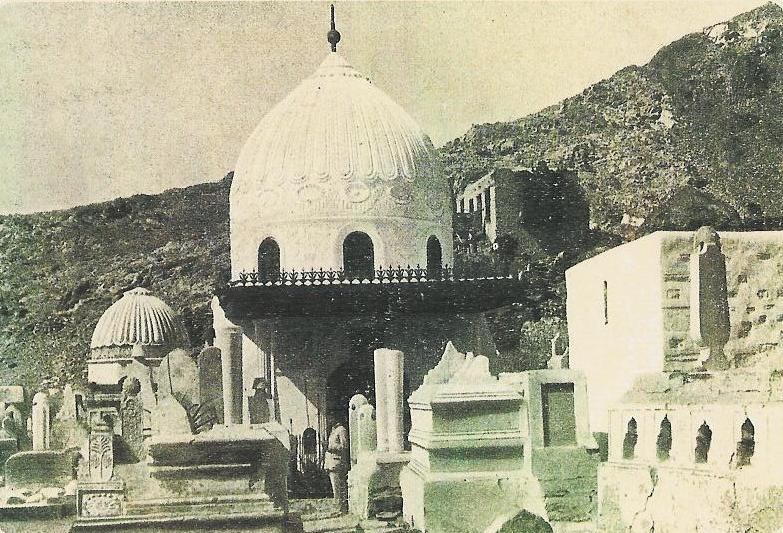
القبة التي كانت مبنية على قبر خديجة بنت خويلد في مقبرة المعلاة في مكة

توفيت خديجة بنت خويلد بعد وفاة عم النبي أبو طالب بن عبد المطلب بثلاثة أيام وقيل بأكثر من ذلك، في شهر رمضان قبل الهجرة بثلاث سنين عام 619م، ولها من العمر خمس وستون سنة، وكان مقامها مع رسول الله بعدما تزوجها أربعًا وعشرين سنة وستة أشهر، ودفنها رسول الله بالحجون ولم تكن الصلاة على الجنائز يومئذ، وحزن عليها النبي ونزل في حفرتها، وتتابعت على رسول الله بموت أبي طالب وخديجة المصائب لأنهما كانا من أشد المعضدين له المدافعين عنه، فاشتد أذى قريش عليه حتى نثر بعضهم التراب على رأسه وطرح بعضهم عليه سلى الشاة وهو يصلي، وسُمي العام الذي مات فيه أبو طالب وخديجة بعام الحزن، ولم ينسَ رسول الله محبته لخديجة بعد وفاتها وكان دائما يثني عليها ولم يتزوج عليها حتى ماتت إكراما لها، وقد كانت مثال الزوجة الصالحة الوفية، فبذلت نفسها ومالها لرسول الله وصدقته حين نزل عليه الوحي.
قال ابن حجر العسقلاني «وماتَت عَلى الصحيح بعد المبعث بعشر سنين في شهر رمضان، وقيل: بثمان، وقيل: بسبع، فأقامت مع الرسول خمساً وعشرين سنة على الصحيح، وقال ابن عبد البر أربعا وعشرين سنة وأربعة أشهر، وسَيأتي من حديث عائشة ما يؤَيد الصحيح في أَن موْتها قبل الهجرة بثلاث سنين، وذلك بعد المبعث على الصّواب بعشر سنين»، وقال بدر الدين العيني «وكانت وفاتها بعد وفاة أبي طالب بثلاثة أيام».

## فقه خديجة
كان يَظهرُ على خديجة رجاحة الرأي وحسن التدبير وصواب المشورة في حياتها قبل زواجها من الرسول، وفي اختيارها للرسول زوجًا لها، ثم في حياتها معه حتى وفاتها، وكان الرسول يأنس بمشورتها ويحرص على عرض الأمور عليها والاستئناس برأيها، ومن تتبع بعض الحوادث التي عرضت عليها وأبدت فيها رأيًا أو أشارت به، وُجد في ذلك فقهًا وفكرًا وحصافة تميزت به في فترة البعثة النبوية، ومن نماذج فقهها:
- من فقه خديجة وحصافتها أنها ما إن سمعت بالرسول وسيرته اقتربت منه، وحرصت على أن تربطها معه علاقة عمل، وكان بعدها زواجها منه.[85]
- أجمع أهل السير والمؤرخون أن أول من آمن بالرسول هي خديجة، ولم يكن إيمانها إيمان عاطفة، بل كان إيمان بصيرة ويقين وتصديق، ومنه موقفها من الوحي: لما رجع الرسول من غار حراء ترجف بوادره، دخل على خديجة فقال: زملوني، زملوني، فزملوه حتى ذهب عنه الروع، فقال لخديجة: أي خديجة ما لي لقد خشيت على نفسي، فأخبرها الخبر، قالت خديجة: كلا أبشر فوالله لا يخزيك الله أبدا، فوالله إنك لتصل الرحم وتصدق الحديث وتحمل الكلَّ وتكسب المعدوم وتقري الضيف وتعين على نوائب الحق.[86]
- من مظاهر فقه خديجة، أنها ذهبت إلى ابن عمها ورقة بن نوفل وهي تعرف ما لديه من العلم وما له من دين، وطلبت منه أن يسمع الرسول ويقص عليه ما رأى وما سمع، وكان جواب ورقة: قدوس قدوس إنه الناموس الذي نزل على موسى، وإنك يا محمد نبي هذه الأمة، وكانت هذه الكلمات تأكيدًا وتوثيقًا لشعورها وحدسها بأن محمد رسول الله.[87]
- ذهبت خديجة ذات مرة للرسول في غار حراء تحمل معها الماء والزاد، فأتى رسول الله جبريل فقال : «يا محمد، هذه خديجة تحمل حيسا في حلاب، وقد أرسلني الله إليها بالسلام، فجاءت خديجة فقال لها الرسول: معك حيس، قالت: نعم يا رسول الله، قال: إن جبريل أخبرني ذاك وأخبرني أن الله أرسله إليك بالسلام، فقالت خديجة: يا رسول الله، الله السلام ومنه السلام وعلى جبريل السلام»،[88] يظهر فقه خديجة في تأدبها مع الله، فلم تقل على الله السلام، وإنما قالت الله السلام وعلى جبريل السلام،[89] قال ابن حجر العسقلاني: «قال العلماء في هذه القصة دليل على وفور فقهها لأنها لم تقل وعليه السلام كما وقع لبعض الصحابة حيث كانوا يقولون في التشهد السلام على الله، فنهاهم النبي وقال: إنّ الله هو السلام فقولوا التحيات لله، فعرفت خديجة لصحة فهمها أنّ الله لا يُرد عليه السلام كما يُرد على المخلوقين لأنّ السلام اسم من أسماء الله، وهو أيضاً دعاء بالسلامة وكلاها لا يصلح أن يرد به على الله، فكأنها قالت: كيف أقول عليه السلام، والسلام اسمه ومنه يطلب ومنه يحصل، فيستفاد منه أنه لا يليق بالله، إلا الثناء عليه، فجعلت مكان رد السلام عليه الثناء عليه ثم غايرت بين ما يليق بالله وما يليق بغيره، فقالت: وعلى جبريل السلام ثم قالت: وعليك السلام، ويستفاد منه رد السلام على من أرسل السلام وعلى من بلغه، والذي يظهر أنّ جبريل كان حاضراً عند جوابها فردّت عليه وعلى النبي مرتين، مرة بالتخصيص ومرة بالتعميم ثم أخرجت الشيطان ممن سمع لأنه لا يستحق الدعاء بذلك».[90]

## بر الرسول بها بعد موتها
- روى البخاري في صحيحه عن أم المؤمنين عائشة قالت: «ما غرت على أحد من نساء النبي ما غرت على خديجة وما رأيتها، ولكن كان النبي ﷺ يُكثر ذكرها، وربما ذبح الشاة ثم يُقطّعها أعضاء ثم يبعثها في صدائق خديجة فربما قلت له: كأنه لم يكن في الدنيا امرأة إلا خديجة فيقول: إنها كانت وكانت وكان لي منها ولد».[91]
- رُويَ عن النبي أنه: «كان إذا ذبح الشاة يقول أرسلوا بها إلى أصدقاء خديجة».[92]
- رَوى مسلم في صحيحه عن أم المؤمنين عائشة قالت: «استأذنت هالة بنت خويلد أخت خديجة على رسول الله ﷺ، فعرف استئذان خديجة فارتاح لذلك فقال اللهم هالة بنت خويلد».[93]
- وفي رواية لأحمد عن أم المؤمنين عائشة قالت: «كان النبي ﷺ إذا ذكر خديجة أثنى عليها فأحسن الثناء قالت فغِرتُ يوماً فقلت: ما أكثر ما تذكرها، حمراء الشدق قد أبدلك الله عز وجل بها خيراً منها، قال: ما أبدلني الله عز و جل خيراً منها، قد آمنت بي إذ كفر بي الناس، وصدقتني إذ كذبني الناس، وواستني بمالها إذ حرمني الناس، ورزقني الله عز وجل ولدها إذ حرمني أولاد النساء»،[94] قال النووي: «في هذا الحديث دلالة لحسن العهد وحفظ الود ورعاية حرمة الصاحب، والمعاشر حيًا أو ميتًا، وإكرام معارف ذلك الصاحب».[95]
- عن أنس بن مالك قال: «كان النبي ﷺ إذا أُتي بالشيء يقول: اذهبوا به إلى فلانة، فإنها كانت صديقة خديجة، اذهبوا به إلى بيت فلانة، فإنها كانت تحب خديجة».[96]
- روى ابن الأعرابي في معجمه عن أم المؤمنين عائشة قالت: «جاءت عجوز إلى النبي ﷺ وهو عندي، فقال لها رسول الله: من أنت، فقالت: أنا جَُّثامَُة المزنية، فقال: بل أنت حَسَّانَةُ المزنية، كيف أنتم، كيف حالكم، كيف كنتم بعدنا، قالت: بخير بأبي أنت وأمّي يا رسول اللهَِّ، فلما خرجت قلت: يا رسول اللهَِّ تقبل على هذه العجوز هذا الإقبال، فقال: إنهاَ كانت تأتينا زمن خديجة، وإنِّ حسْن العهد من الإيمان».[97]
- روى أحمد بن حنبل في مسنده عن عبّاد عن عائشة زوج النبي قالت: «لما بعث أهل مكة في فداء أسراهم، فبعثت زينب بنت رسول الله ﷺ في فداء أبي العاص بن الربيع بمال، وبعثت فيه بقلادة لها كانت لخديجة أدخلتها بها على أبي العاص حين بنى عليها، قالت: فلما رآها رسول الله رق لها رقةً شديدة، وقال: إن رأيتم أنْ تطلقوا لها أسيرها، وتردوا عليها الذي لها فافعلوا، فقالوا: نعم يا رسول الله، فأطلقوه وردوا عليها الذي لها».[98]

## فضلها
لخديجة بنت خويلد مكانة كبيرة وفضل عظيم عند المسلمين، فهي أول الناس إيمانًا بالرسول، ولم يتزوج عليها في حياتها قطّ، ولا تسرّى بامرأة حتى فارقت الدنيا، وهي خير نساء الأمة مطلقاً، فقد روى البخاري في صحيحه عن علي بن أبي طالب قال قال رسول الله: «خير نسائها مريم، وخير نسائها خديجة».
قال الذهبي: «ومناقبها جمّة، وهي ممن كمل من النساء، كانت عاقلة جليلة دَينة مصونةً كريمةً، من أهل الجنة، وكان النبي يُثني عليها، ويُفضّلها على سائر أمهات المؤمنين، ويُبالغ في تعظيمها، بحيث إنّ عائشة  كانت تقول: ما غِرت من امرأة ما غرت من خديجة، من كثرةِ ذِكر النبي لها، ومن كرامتها عليه أنها لم يتزوج امرأة قبلها، وجاءه منها عدة أولاد، ولم يتزوج عليها قطّ، ولا تسرّى إلى أن قضت نحبها، فوجد لفقدها، فإنها كانت نعم القرين، وكانت تنفق عليه من مالها، ويتجر هو لها. وقد أمره الله أن يُبشِّرها ببيت في الجنة من قصب، لا صخب فيه ولا نصب»، وقال ابن حجر العسقلاني: «وقد تقدم في أبواب بدء الوحي بيان تصديقها للنبي في أول وهلة ومن ثباتها في الأمر ما يدل على قوة يقينها ووفور عقلها وصحة عزمها لا جرم كانت أفضل نسائه على الراجح». رجح عدد من العلماء أفضلية خديجة على سائر نساء النبي وبالذات أٌم المؤمنين عائشة، قال ابن حجر العسقلاني: «قال السهيلي استدل أبو بكر بن داود على أنّ خديجة أفضل من عائشة لأن عائشة سلّم عليها جبريل من قبل نفسه، وخديجة أبلغها السلام من ربها، وزعم ابن العربي أنه لا خلاف في أنّ خديجة أفضل من عائشة، وردّ بأنّ الخلاف ثابت قديماً وإن كان الراجح أفضلية خديجة بهذا وبما تقدم، قلت: ومن صريح ماجاء في تفضيل خديجة ما أخرجه أبو داود والنسائي وصححه الحاكم من حديث ابن عباس رفعه أفضل نساء أهل الجنة خديجة بنت خويلد وفاطمة بنت محمد، قال السبكي الكبير: لعائشة من الفضائل ما لا يُحصى ولكن الذي نختاره وندين الله به أنّ فاطمة أفضل ثم خديجة ثم عائشة، واستدل لفضل فاطمة بما تقدم في ترجمتها أنها سيدة نساء المؤمنين، قلت: وقال بعض من أدركناه: الذي يظهر أنّ الجمع بين الحديثين أولى، وأن لا نفضل إحداهما على الأخرى، وسئل السبكي هل قال أحد أنّ أحداً من نساء النبي غير خديجة وعائشة أفضل من فاطمة، فقال: قال به من لا يُعتد بقوله، وهو من فضل نساء النبي على جميع الصحابة لأنهن في درجته في الجنة، قال: وهو قول ساقط مردود انتهى، قال السبكي: ونساء النبي بعد خديجة وعائشة متساويات في الفضل».

## أحاديث وردت في شأنها
- روى البخاري في صحيحه عن عبد الله بن أبي أوفى قال: «اعتمر رسول الله واعتمرنا معه فلما دخل مكة طاف وطفنا معه، وأتى الصفا والمروة وأتيناهما معه وكنا نستره من أهل مكة أن يرميه أحد، فقال له صاحب لي أكان دخل الكعبة، قال: لا، قال: فحدّثنا ما قال لخديجة، قال: بشروا خديجة ببيت من الجنة من قصب لا صخب فيه ولا نصب».[101]
- روى البخاري عن علي بن أبي طالب قال: «سمعت النبي يقول خير نسائها مريم ابنة عمران وخير نسائها خديجة».[102]
- روى أحمد بن حنبل في مسنده عن عبد الله بن عباس قال: «خط رسول الله في الأرض أربعة خطوط، قال: تدرون ما هذا، فقالوا: الله ورسوله أعلم، فقال رسول الله: أفضل نساء أهل الجنة خديجة بنت خويلد وفاطمة بنت محمد وآسية بنت مزاحم امرأة فرعون ومريم ابنة عمران».[103]
- رَوى الحاكم النيسابوري أن أم المؤمنين عائشة قالت: «أّن رسول الله كان يُكثر ذكر خديجة، فقلت: لقد أعقبك الله من عجوز من عجائز قريش حمراء الشدقين هلكت في الدهر الأول، قالت: فتمعر وجهه تمعراً ما كنت أراه إلا عند نزول الوحي، وإذا رأى مخيلة الرعد والبرق حتى يعلم أرحمة هي أم عذاب».[104]

## حديث اختبار خديجة لجبريل وإثباتها للوحي

### الرواية
- أرادت خديجة أن تختبر جبريل لتتأكد من حقيقته فقالت للنبي: «أي ابن عم أتستطيع أن تخبرني بصاحبك هذا الذي يأتيك إذا جاءك، قال نعم، قالت فإذا جاءك فأخبرني به، فجاءه جبريل عليه السلام كما كان يصنع، فقال رسول الله لخديجة يا خديجة هذا جبريل قد جاءني، قالت قم يا ابن عم فاجلس على فخذي اليسرى، قال فقام رسول الله فجلس عليها، قالت هل تراه، قال نعم، قالت فتحول فاجلس على فخذي اليمنى، قالت فتحول رسول الله فجلس على فخذها اليمنى، فقالت هل تراه، قال نعم، قالت فتحول فاجلس في حجري، قالت فتحول رسول الله فجلس في حجرها، قالت هل تراه، قال نعم قال فتحسرت وألقت خمارها ورسول الله جالس في حجرها، ثم قالت له هل تراه، قال لا، قالت يا ابن عم اثبت وأبشر فوالله إنه لملك وما هذا بشيطان»[105] استنبطت خديجة ذلك لأن الملك غادر المكان عندما كشفت عن رأسها، وأدركت أن هذا التصرف لا يتصرفه شيطان، بل هو ملك من الملائكة.[87]

### تفنيد الرواية سندًا ومتنًا

#### من ناحية السند
- الحديث ضعيف، ضعفه الألباني في سلسلة الأحاديث الضعيفة.[106] وأعله الكثير من علماء الحديث ومحققي السير والنبلاء.[107]

#### من ناحية المتن
- الرواية ضعيفة وغير مقبولة إذ تتضمن تلميحا لعدم تثبت النبي محمد حتى جاءه جبريل كما كان يأتيه دائما وأخذت خديجة في اختباره لتثبت صدق الوحي.

## أزواجها وأولادها
- أبو هالة هند بن النباش بن زرارة التميمي: أول أزواج خديجة، أنجبت منه ولدين:

1. هند بن أبي هالة: صحابي وهو ربيب الرسول، شهد هند بن أبي هالة بدراً وقيل: بل شهد أحداً وقتل هند مع علي بن أبي طالب في معركة الجمل، وقال ابن عبد البر: «وكان هند بن أبي هالة فصيحاً بليغاً وصّافاً، وصف رسول الله فأحسن وأتقن»، وقال ابن حجر العسقلاني: «روى عن النبي  صفته وحليته».[108]
2. هالة بن أبي هالة: قال الطبري: «تزوج أبو هالة خديجة ابنة خويلد فولدت له هنداً وهالة -رجلين- فمات هالة وأدرك هند الإسلام فأسلم».[109]

- عتيق بن عائذ بن عبد الله بن عمر بن مخزوم: وأنجبت منه ابنة واحدة:

1. هند بنت عتيق: قال ابن حجر العسقلاني: «ذكرها الدارقطني في كتاب الإخوة وقال: أسلمت وتزوجت ولم ترو عنه شيئاً».[110]

- محمد بن عبد الله بن عبد المطلب: ثالث أزواج خديجة وماتت وهي تحت عصمته، أنجبت منه ستة أولاد:

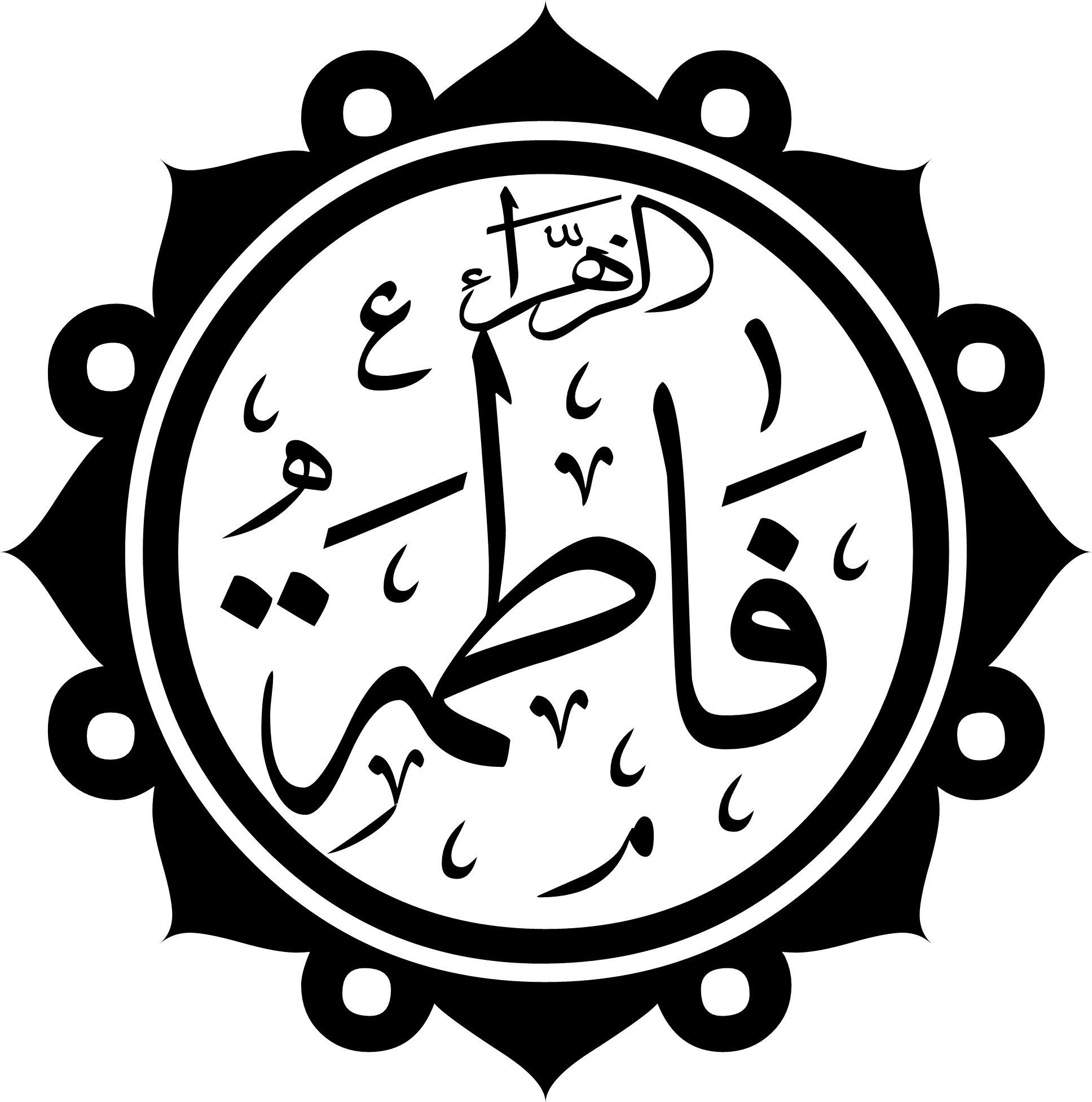
تخطيط لاسم فاطمة الزهراء سيدة نساء العالمين

1. القاسم بن محمد: وبه يُكنى، مات صغيراً قبل المبعث أو بعده، وقال ابن الأثير: «مات القاسم بمكة وهو أول من مات من ولده، ثم عبد الله».[111]
2. عبد الله بن محمد: ولد بعد مبعث الرسول، فكان يُقال له الطاهر والطيب، مات صغيرًا.[112]
3. زينب بنت محمد: قال ابن عبد البر: «كانت زينب أكبر بناته لا خلاف أعلمه في ذلك»،[113] تزوجت في حياة أمها ابن خالتها أبو العاص بن الربيع، فولدت له: أمامة بنت أبي العاص بن الربيع التي تزوج بها علي بن أبي طالب بعد فاطمة، وولدت له علي بن أبي العاص الذي أردفه الرسول وراءه يوم الفتح، ومات صبياً،[114] توفيت في حياة الرسول سنة 8 هـ.[115]
4. رقية بنت محمد: ولدت والرسول ابن ثلاث وثلاثين سنة،[116] تزوجها عتبة بن أبي لهب قبل الهجرة ثم طلقها، ثم تزوجها عثمان بن عفان وهاجرت معه إلى الحبشة، وكانت في الهجرة الأولى قد أسقطت من عثمان ولدًا، ثم ولدت له بعد ذلك ابنا فسماه عبد الله ثم مات، ولم تلد له شيئاً بعد ذلك، ثم هاجرت إلى المدينة، ومرضت والرسول يتجهز لبدر، وتوفيت في شهر رمضان على رأس سبعة عشر شهرًا من هجرة الرسول.[117]
5. أم كلثوم بنت محمد: وهي ممن عرف بكنيته ولم يعرف اسمه،[118] تزوجت من عتيبة بن أبي لهب قبل البعثة ثم طلقها، وهاجرت إلى المدينة حين هاجر الرسول، فلما توفيت رقية خلف عثمان بن عفان على أم كلثوم، في شهر ربيع الأول سنة 3 هـ وتوفيت في شعبان سنة 9 هـ.[119]
6. فاطمة بنت محمد: وهي سيدة نساء العالمين، وأصغر بنات الرسول، ولدت قبل البعثة بقليل، تزوجت من علي بن أبي طالب بعد غزوة بدر سنة 2 هـ، ودخل بها بعد غزوة أحد،[120] فولدت له الحسن والحسين وأم كلثوم وزينب، توفيت سنة 11 هـ بعد وفاة النبي بستة أشهر.[121]